# Ophryotrocha lipscombae
Ophryotrocha lipscombae är en ringmaskart som beskrevs av Lu och Fauchald 2000. Ophryotrocha lipscombae ingår i släktet Ophryotrocha och familjen Dorvilleidae. Inga underarter finns listade i Catalogue of Life.